# Magistrates’ Court (Belize)
Das Magistrates’ Court ist im Rechtssystem von Belize die unterste Gerichtsbarkeit. Diese Gerichte werden mit dem Section 3 (1) des Inferior Courts Act kodifiziert. Die Gerichte sind für Strafdelikte als auch für Zivile Angelegenheiten zuständig. Ist der Prozess ein Indizienprozess oder geht es um ein Kapitalverbrechen, dann führt das Gericht lediglich ein Preliminary Inquiry, also eine Voruntersuchung, durch. Das Gericht entscheidet dann ob die Anklage zugelassen wird und sendet denn Fall weiter an das Supreme Court. Richter werden Magistrate genannt und sitzen dabei auf einem Bench.
Belize ist in sechs verschiedene Rechtsdisktrikte unterteilt. Die Hälfte hat nur ein Gericht während die andere Hälfte der Distrikte mehrere Gerichte in einem Distrikt zuständig sind:
- Belize Judicial District – Der Distrikt hat acht Magistrates’ Court und noch ein weiteres Magistrates’ Court in San Pedro Town zuständig für die umliegenden Inseln
- Toledo Judicial District
- Stann Creek Judicial District – Der Distrikt hat zwei Magistrates’ Court in Dangriga Town und in Independence Village
- Cayo Judicial District – Der Distrikt hat drei Magistrates’ Court in Belmopan, San Ignacio und in Benque Viejo
- Orange Walk Judicial District
- Corozal Judicial District